# Птеридология
Птеридология (от греч. φτέρη— папоротник и λόγος — «учение»), раздел ботаники, изучающий птеридофлору (папоротниковидные, плауновидные, хвощевидные). К этой группе относят 14 000 видов растений.

## История птеридологии
В 1583 году итальянский ботаник Андреа Чезальпино предложил классификацию растений по их репродуктивным признакам. Растения, у которых отсутствуют цветки и семена, он отнёс к особому роду «genus quod nullum semen molitur». Сюда помещались морские водоросли, грибы, мхи, хвощи, плауны и папоротники. Карл Линней в классе криптогамных растений выделил две группы. Одна группа (Filicis) включала папоротники и хвощи, другая (Musci) мхи и плауны. Первая классификация папоротников была опубликована Джеймсом Смитом в 1793 году.

## Объект птеридологии
Птеридология как наука имеет широкий спектр областей исследования и имеет особые характеристики, которые необходимо изучать для полного понимания её функции и важности. Эволюционный характер папоротников обусловлен их физическими и биологическими свойствами, эти свойства изучаются птеридологией.